# Massacre de Maillé
2e campagne de France
- Corse
- Limousin
- Ain et Haut-Jura
- Les Glières
- Ascq
- Division Brehmer
- Mont Mouchet
- Opérations SAS en Bretagne
- Bataille de Normandie
- Guéret
- Brigade Jesser
- Cornil
- 1er Tulle
- 2e Tulle
- Argenton-sur-Creuse
- Oradour-sur-Glane
- 1er Ussel
- Saint-Marcel
- Saffré
- Mont Gargan
- Vercors
- Penguerec
- Lioran
- Égletons
- 2e Ussel
- Débarquement de Provence
- Port-Cros
- La Ciotat
- Toulon
- Martigues
- Marseille
- Nice
- Rennes
- Saint-Malo
- Brest
- Paris
- Mont-de-Marsan
- Montélimar
- Maillé
- Écueillé
- La Saulx
- Meximieux
- Nancy
- Colonne Elster
- Dunkerque
- Arracourt
- Saint-Nazaire
- Lorient
- Metz
- Royan et de la pointe de Grave
- Campagne de Lorraine
- Colmar

Front d'Europe de l'Ouest
Front d'Europe de l'Est
Campagnes d'Afrique, du Moyen-Orient et de Méditerranée
Bataille de l'Atlantique
Guerre du Pacifique
Le massacre de Maillé est le meurtre, le 25 août 1944, pendant la Seconde Guerre mondiale, de 124 des 500 habitants, de la commune française de Maillé en Indre-et-Loire. Contrairement à Oradour-sur-Glane, le village a été reconstruit après la guerre.

## Contexte
Le village, situé proche de la ligne de démarcation à 40 km au sud de Tours, 30 km au nord de Châtellerault et 1,5 km de Nouâtre (camp de l'intendance militaire allemande gardé par 300 soldats), est sur deux axes de communication importants, la voie ferrée Paris-Bordeaux et la route nationale 10 qui voient passer 100 000 soldats allemands entre mi-août et fin août 1944. Contrairement à Oradour-sur-Glane, les environs de Maillé sont le théâtre d'opérations de résistance, notamment celle de l'abbé Henri Péan qui fédère différents réseaux de résistance,.

## Déroulement
En août 1944, la ligne Paris-Bordeaux est sabotée trois fois près de Maillé. Le 11 août, les habitants aident un pilote canadien dont l'avion a été abattu à se cacher et à s'enfuir ; il n'est pas retrouvé par l'occupant. Le 21 août, les Allemands interceptent un parachutage d'armes dans la région proche et des fouilles dans le village de Draché ne donnent pas de résultat. Le 24 août au soir, des accrochages entre des FFI et des Allemands à bord de deux véhicules ont lieu à la ferme de Nimbré, au nord de la commune de Maillé, faisant probablement des victimes du côté des Allemands. Dans la nuit, le sous-lieutenant Gustav Schlüter, responsable du poste allemand de Sainte-Maure-de-Touraine, avertit le lieutenant-colonel Stenger, Feldkommandant de Tours, et reçoit vraisemblablement l'ordre d'exercer des représailles.
Le lendemain matin, jour de la libération de Paris, une escadrille alliée bombarde à Maillé un convoi militaire et des pièces de DCA de 88 mm de la Luftwaffe. Peu après, l'accès à Maillé est bloqué par les forces allemandes. « Au sud-ouest, une cinquantaine de militaires [allemands] commence le massacre dans les première fermes. Tout ce qui se présente devant eux, hommes, femmes, enfants et animaux est abattu. » Puis ils pénètrent dans le village et poursuivent la tuerie et mettent systématiquement le feu aux bâtiments. Les assassins quittent le village vers midi, mais des sentinelles empêchent les survivants de quitter leurs cachettes. Deux heures plus tard, une pièce de 88 pilonne le bourg, tirant 80 obus. Sur les 60 habitations que compte Maillé, 52 sont détruites.
Un quart des habitants du bourg, soit 124 sur 500, est tué directement par les soldats, « parfois à la baïonnette », ou périssent dans les incendies. Parmi les victimes, âgées de 3 mois à 89 ans,,, on dénombre 35 hommes, 41 femmes et 48 enfants de moins de 14 ans. Les Allemands revendiquent les représailles en laissant deux billets qui précisent : « C'est la punission [sic] des terrorists [sic] et leur assistents [sic] » (C’est la punition de terroristes et de leurs assistants) fournissant une « preuve tangible de leur volonté délibérée de vengeance ».
Le 27 août, devant Ferdinand Musso, préfet d'Indre-et-Loire, le lieutenant-colonel Stenger reconnaît avoir donné l'ordre des représailles tout en déclarant que ses consignes auraient été outrepassées.

## Les causes du massacre[10],[11]
En 1944, les actions de résistance se multiplient dans toute la France. Pendant longtemps, les actions de résistance ayant eu lieu à Maillé ont été présentées comme les causes du massacre (lui-même perçu comme une opération de représailles), alors que les actions menées à Maillé sont minimes et peinent à expliquer pourquoi ce village a subi le 2e plus important massacre de populations civiles en termes de nombre de victimes, perpétré en France. Une telle violence, exercée dans un village au sein duquel les Allemands savent que la résistance est inexistante - la présence du camp militaire de Nouâtre à quelques centaines de mètres rend impossible l’installation d’un maquis à proximité - est difficilement compréhensible.
Le massacre, comme beaucoup des exactions commises par l’armée allemande et la Waffen-SS au printemps et à l’été 1944 peut s’expliquer par une addition de multiples facteurs :
-       L’armée allemande est empreinte d'une réelle paranoïa depuis la guerre de 1870, durant laquelle ses troupes ont subi de lourdes pertes à cause de francs-tireurs. Les soldats allemands craignent chaque coup de feu imprévu et les interprètent comme une attaque des francs-tireurs. Ils y répondent en abattant des civils.
-       À partir de 1944, face à l’augmentation du nombre d’actions de résistance, les Allemands perçoivent les civils français comme complices des partisans. Afin de protéger leurs troupes, ils emploient tous les moyens qu'ils jugent pertinents. Ils cherchent à intimider et terroriser la Résistance par une violence accrue, qui ne cible plus simplement les Juifs et les communistes, mais toute la population de manière indéterminée.
-       L’expérience de l’Est, de la part d’officiers ou d’unités (par exemple la 2e division SS Das Reich), explique la brutalité de certaines unités. Les soldats présents à Maillé, bien que très jeunes et donc n’ayant pas eu de passage sur le front de l’Est, étaient très certainement encadrés par des officiers ayant eu cette expérience.
-       Dans un contexte où le IIIe Reich mène une lutte à mort sur les deux fronts pour sa survie (et pour la survie même du peuple allemand si l’on se fie à l’idéologie nazie), la sécurité des troupes allemandes devient une priorité militaire là où elle était une simple question policière auparavant. L’accroissement de la violence au printemps et à l’été 1944 s’explique aussi par ce facteur.
Finalement, bien plus qu’une opération de représailles, le massacre de Maillé doit être lu comme une opération visant à terroriser la population. La violence exercée contre ce village vise à avertir la population et la résistance de la région du risque que les civils encourent en cas de nouvelles actions de partisans.

## Commémorations

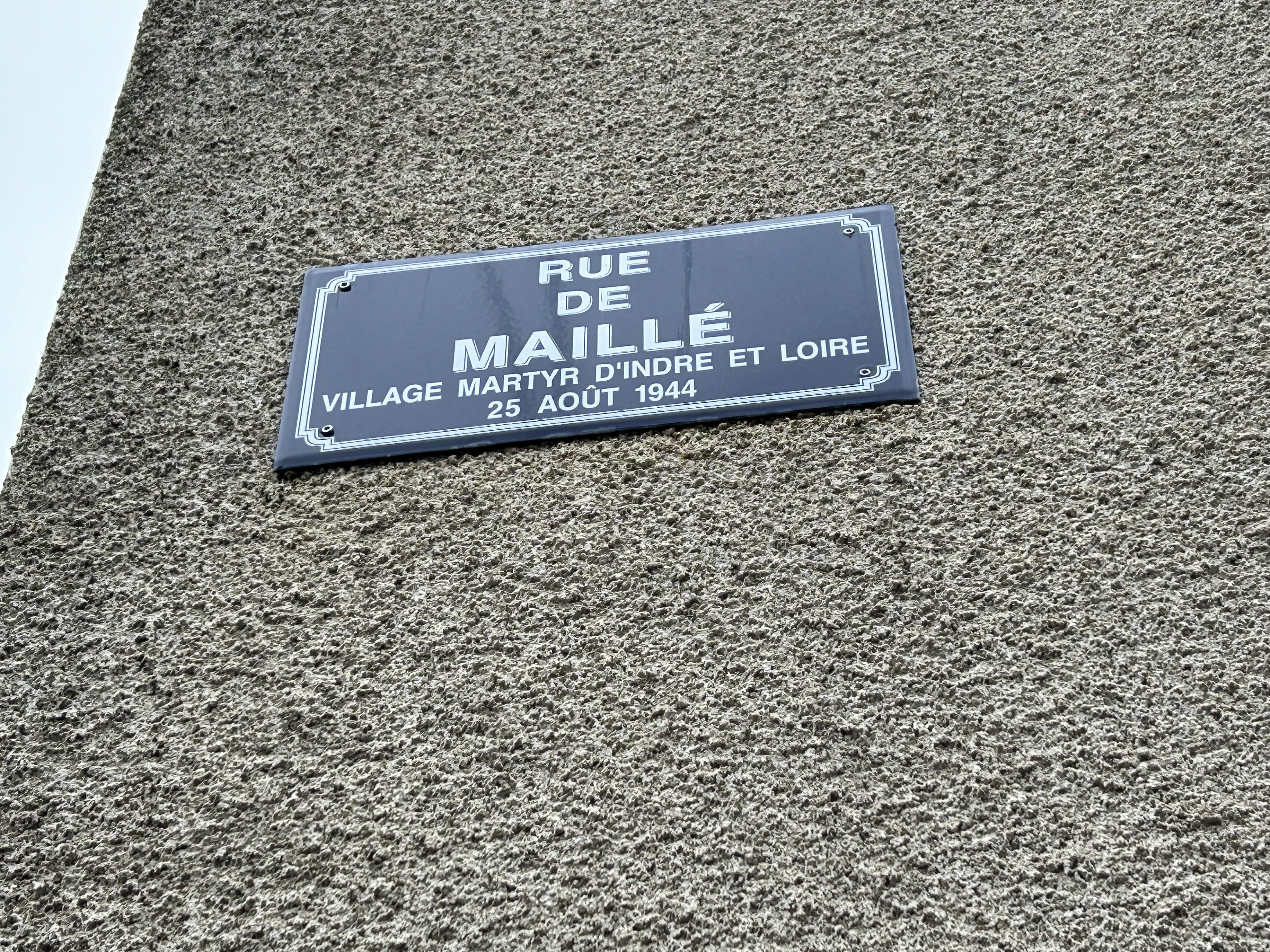
Rue portant le nom de Maillé à Oradour-sur-Glane, également victime d'un massacre en 1944.

Dès septembre 1944, la reconstruction du village est envisagée. Tandis que l’État finance la reconstruction de l’ensemble du village, l’apport d’une souscription organisée par l’Afrique Equatoriale française permet de rebâtir très rapidement une école moderne. Au départ, le projet de reconstruction était très ambitieux, voulant faire de Maillé un village idéal. Il comprenait notamment un large complexe municipal, intégrant la mairie une salle culturelle, un bureau de poste, un espace de consultation médicale...
Rapidement, devant le retard pris par les chantiers, cette ambition est abandonnée et la priorité est donnée à la reconstruction des habitations, dans le but de reloger les survivants.
Pour commémorer ce drame, dès l'immédiat après-guerre, une plaque est posée sur la mairie, un monument édifié sur la nationale 10 (sur la commune de Draché), une stèle dans l'église, une plaque sur la gare du village. Au début des années 1950, une pierre avec pour seule mention « 25 août 1944 » est posée dans le petit square du village. À la fin des années 1970, lors de la construction de l'autoroute A10 traversant le territoire de la commune, un monument est construit sur une aire à proximité de Maillé. Ce n'est qu'en 1984 qu'un monument est réalisé dans le cimetière, mentionnant l'ensemble des noms des massacrés avec leurs âges. Une cérémonie commémorative se déroule chaque 25 août.
Deux expositions ont été réalisées par les Archives du département. La première a été organisée à l'occasion du cinquantième anniversaire du massacre, le 25 août 1994, la deuxième en 2000. Depuis le 9 mars 2006, la Maison du souvenir a ouvert ses portes dans la commune de Maillé, dans le café Métais. Elle permet d'accueillir un public scolaire et non-scolaire autour de certains thèmes relatifs au massacre de Maillé.
La principale ressource bibliographique est le livre de Mémoires de l'abbé Payon, édité en 1945, réédité en 1974 puis en 1993 par le Conseil général d'Indre-et-Loire.
Selon Christophe Prime, historien au Mémorial de Caen, « La mémoire collective s'était construite autour d'Oradour-sur-Glane et ses 642 villageois exécutés le 10 juin 1944 par les SS de la division Das Reich. Après la guerre, il fallait évacuer le passé pour reconstruire et se reconstruire ». De plus le massacre le jour même de la libération de Paris ainsi que la reconstruction rapide (absence de ruines contrairement à Oradour) expliquent le relatif oubli du massacre dans la mémoire collective,.
Le président de la République Nicolas Sarkozy s'est rendu à Maillé le 25 août 2008, en présence de Jean-Marie Bockel (secrétaire d'État à la Défense et aux Anciens combattants), et d'Hervé Novelli (secrétaire d'État aux PME, président de la Communauté de communes du pays de Richelieu et élu de la quatrième circonscription d'Indre-et-Loire dont fait partie Maillé).En 2017, des représentants de Maillé ont invité le comité directeur de l'association "Contre l'oubli - pour la démocratie" ("Gegen Vergessen für Demokratie") de  Berlin. Dès lors,une délégation allemande d'historiens a régulièrement participé à la commémoration annuelle à Maillé. Ces visites annuelles sous la direction de Prof. Dr. Friedhelm Boll (Fondation Friedrich Ebert)  et Prof. Dr. Barbara Vogel  (Université de Hambourg)   ont transformé le travail de témoin en amitié. En 2022, Layla Kiefel et David Hanna (Paris) ont réalisé un documentaire important sur la rencontre du groupe allemand avec les familles des survivants. En juin 2025, l'ancien maire de Maillé Bernard Eliaume a recu la Croix fédérale du mérite de première classe de la République fédérale d'Allemagne pour son travail sur la Maison du Souvenir et pour son travail de réconciliation franco-allemande,.

## Responsabilités et poursuites pénales
Selon un document des archives départementales découvert après 1995, le sous-lieutenant Gustav Schlüter a été condamné à mort par contumace par le tribunal militaire de Bordeaux en 1952, lors d'un procès sans témoin. Il est mort chez lui en Allemagne en 1965, sans être inquiété. Pour Sébastien Chevereau et Luc Forlivesi, le rôle exact de Schlüter n'est pas éclairci : « […] un « simple » sous-lieutenant aurait-il pu organiser tout seul le déplacement d'une centaine d'hommes ainsi que de deux canons de DCA, pour des représailles alors que la Feldkommandantur préparait activement son départ du département ? » Le rôle des soldats du camp de Nouâtre tout proche et de leurs chefs n'est pas non plus entièrement éclairci, bien que ceux-ci aient servi de sentinelles en encerclant le village et aient empêché la fuite de ses habitants, ils ont été mis hors de cause par les enquêteurs concernant le massacre lui-même. Pour ces deux auteurs, les participants au massacre proviennent de différentes unités de l'armée allemande, dont la Luftwaffe du fait de l'utilisation de canons de DCA pour raser le village.
Les crimes de guerre étant imprescriptibles en Allemagne — la justice allemande possède un droit d'initiative en ce domaine — et l'unité responsable du massacre n'étant pas formellement identifiée, le procureur général de Dortmund, Ulrich Maass, rouvre officiellement une enquête le 1er août 2005, qui justifie sa visite à Maillé en juillet 2008. L'historien Peter Lieb estime qu'il est très probable que les responsables soient des hommes du Feld-Ersatz-Bataillon (bataillon de réserve) de la 17e Panzergrenadier Division SS Götz von Berlichingen, cantonné à Châtellerault. Ainsi, cet historien a montré que près de 700 soldats de cette unité de la SS stationnaient encore à Châtellerault le 29 août et que leur chef aurait été blessé dans une embuscade près de Thouars, le 19 août. La participation de ces SS au massacre pourrait partiellement en expliquer la violence. Cette hypothèse a été confirmée par Ulrich Maass, qui a déclaré, le 9 octobre 2008 qu'il était pratiquement sûr que le massacre avait été perpétré par un bataillon de SS basé à Châtellerault. Il s'est basé sur des documents de la Gestapo qui se trouvaient dans les archives de la ville de Tours et du département. Il a indiqué avoir retrouvé les noms de trois sous-officiers allemands qui auraient pu jouer un rôle. Deux sont morts en 1952 et en 1965 et le sort du troisième est encore inconnu. Le procureur a demandé à pouvoir consulter les archives de Fontainebleau.
Le parquet allemand classe l'affaire sans suite au début de l'année 2017, faute de coupables et de preuves,. À cette occasion, le procureur précise qu’il n’y a aucune preuve que le FeldersatzBataillon SS de la 17e Götz von Berlichingen ait participé au massacre.
Mais la preuve de la participation de cette unité au massacre a été découverte dans un document émanant des archives américaines à la fin du mois de juin 2021.